# Reform Muli

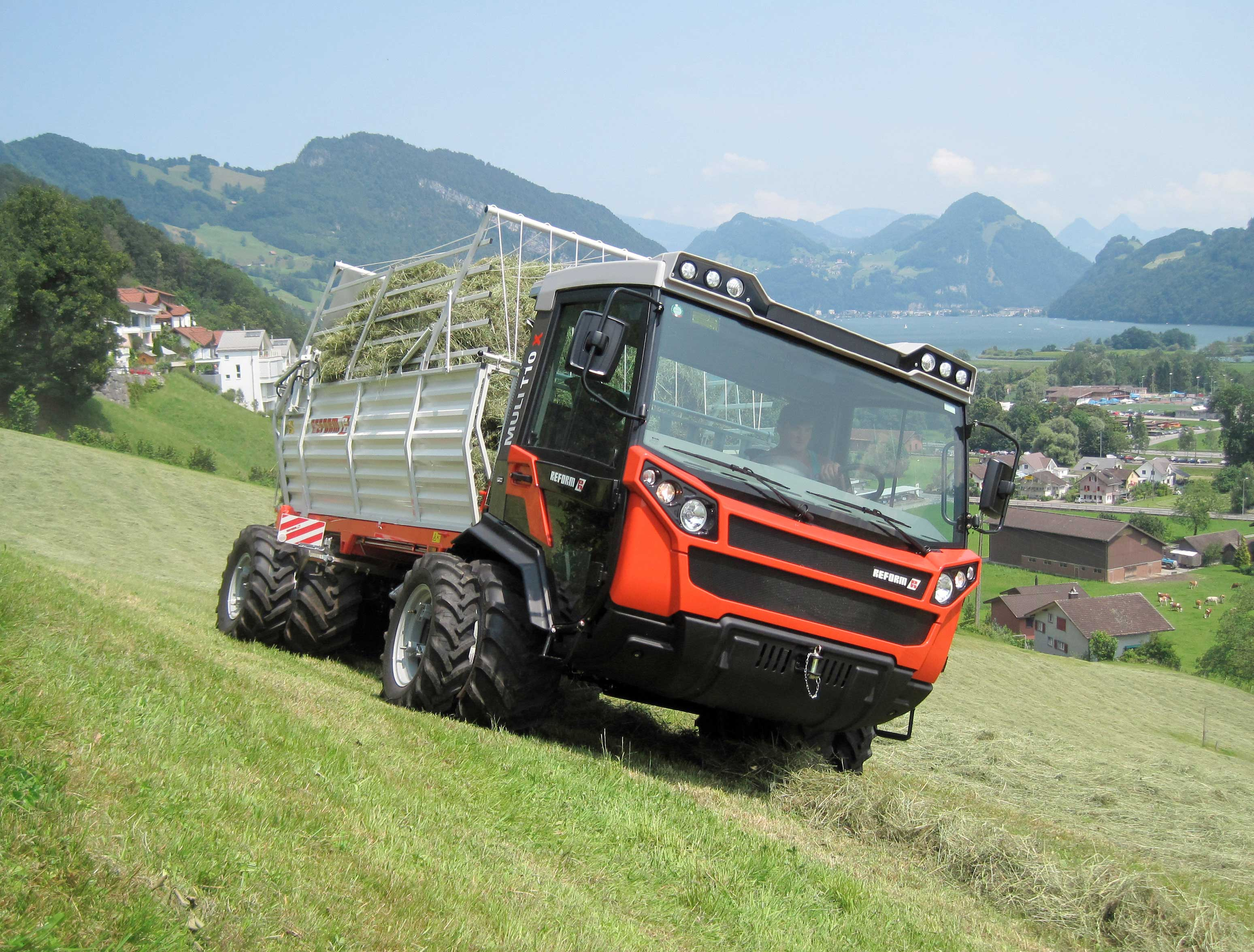
Reform Muli T10 X

Der Reform Muli ist ein kommunaler und landwirtschaftlicher Transporter mit Allradantrieb, der seit 1967 von dem österreichischen Spezialfahrzeughersteller Reform-Werke produziert wird.
Das Haupteinsatzgebiet des Muli in der Berglandwirtschaft liegt in der Futterernte und Düngung am Steilhang. Dazu kann unter anderem ein Ladewagenaufbau, ein Scheibenmähwerk, ein Miststreuer oder ein Jauchefass (jeweils in unterschiedlichen Ausführungen) aufgesattelt werden.
In der Kommunaltechnik wird der Reform Muli bei Transportarbeiten mit Dreiseitenkipper, Abrollsystemen, Kränen und Anhänger eingesetzt. In der Arealpflege ist der Muli mit Mähsaugkombination, Laubsauganlage, Aufbaukehrmaschine, Wassersprühanlage, Tanksystem zum Bewässern, Hochleistungs-Sauggebläse oder Schwemmbalken auf den Straßen und in Parks unterwegs. Zum Mulchen des Straßenbegleitgrüns, für die Leitpflockreinigung sowie für Gießarbeiten gibt es eigene Frontausleger. Stark vertreten ist der Muli auch im kommunalen Winterdienst mit Schneefräse, Schneepflug und Streuer.

## Modellgeschichte und Modellübersicht

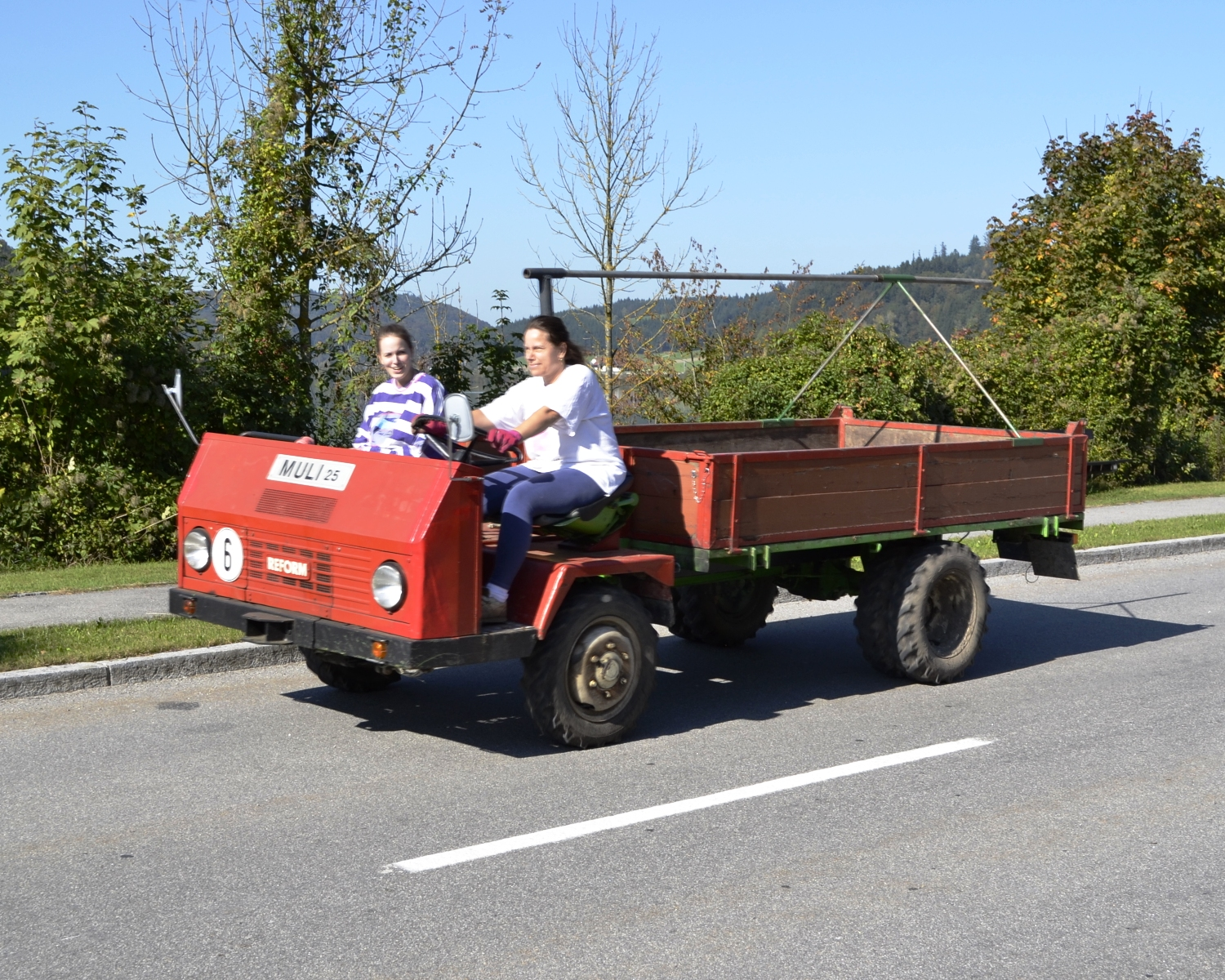
Muli 25 (gebaut ab 1968)

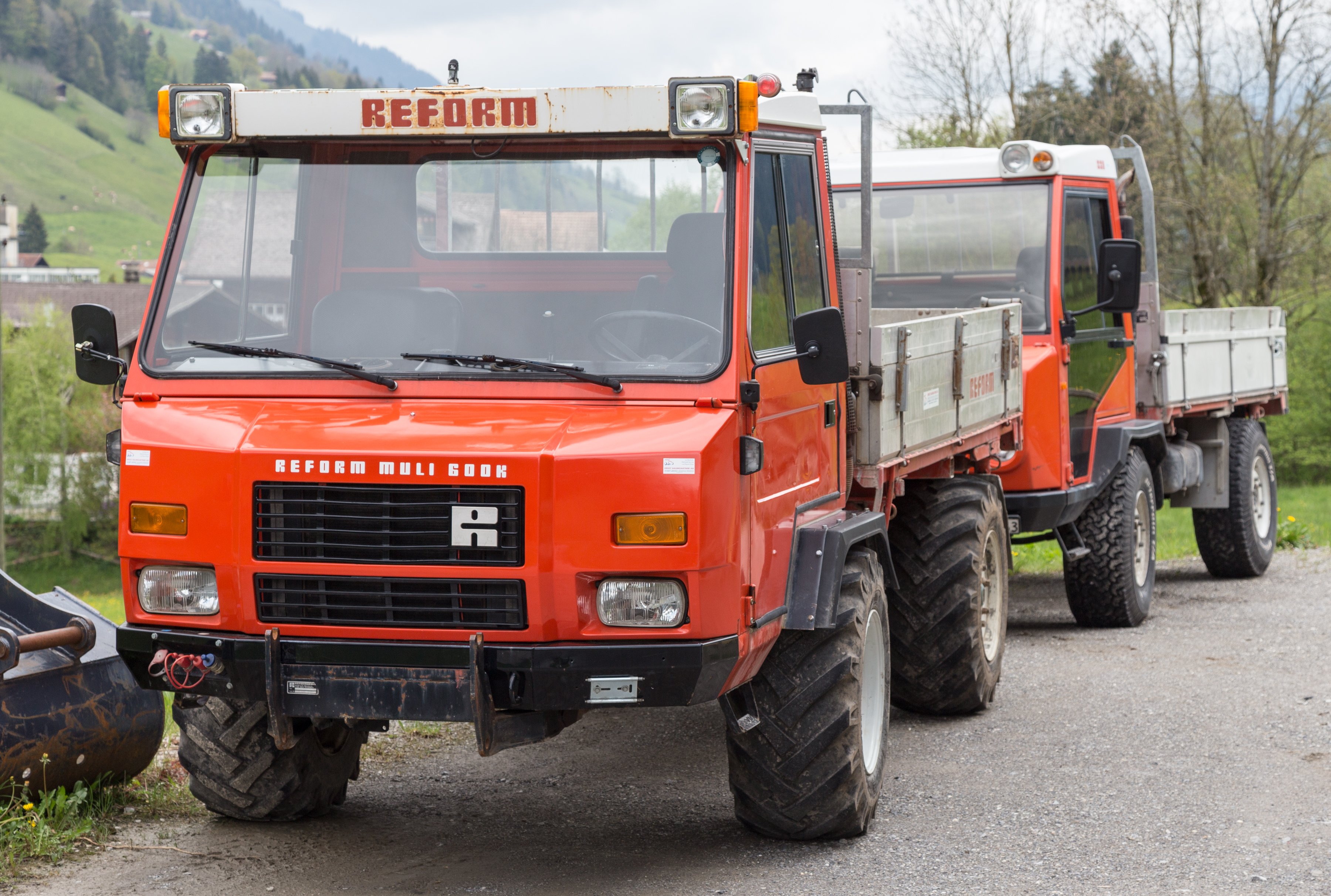
Reform Muli 600k

Das erste Serienmodell war der Muli 25, der ab 1967 produziert wurde und einen Zweizylinder-Deutz-Motor mit 25 PS Leistung erhielt. In den 1970er Jahren erweiterte Reform die Modellpalette und stattete die neuen Typen mit Perkins-Motoren aus, die zwischen 33 und 46 PS leisteten. Zudem konnten einige Modelle mit kurzem oder langem Radstand bestellt werden.
In den 1980er Jahren ging die Modellvielfalt etwas zurück und neben Perkins lieferte nun auch Kubota Motoren für die neuen Modelle. Das stärkste Modell in diesem Jahrzehnt war der Muli 600 mit knapp 57 PS. Mit Beginn der 1990er Jahre brachte Reform eine neue Modellgeneration mit stärkeren Motoren auf den Markt. Eine Neuerung war zudem die nun verfügbare Einzelradaufhängung. Kurz vor der Jahrtausendwende ging das bisher stärkste Modell, der Muli 880, in Serie. Der Motor stammte erstmals von VM Motori und leistete 80 PS. In den darauffolgenden Jahren wurden alle neuen Modelle mit dem Motoren aus Italien ausgestattet. Der Muli T9, das bisher stärkste Modell, erschien 2007 und leistete 98 PS.
In den 2010er Jahren wurde die Leistung bei den neuen Modellen erneut erhöht. Gleichzeitig kam eine neue Motorgeneration zum Einsatz, die auch die strengeren Abgasnormen einhält. 2015 wurde das leistungsstärkste Modell T 10 X mit 109 PS eingeführt. Der Transporter kann wahlweise auch mit dem selbst entwickelten HybridShift-Getriebe ausgestattet werden. Dieses Getriebe verbindet den hydrostatischen Antrieb im Arbeitsmodus mit dem mechanischen Antrieb im Straßenmodus. Je nach Arbeitseinsatz kann selbst gewählt werden, ob geschaltet oder stufenlos gefahren wird.
Im Jahr 2020 brachte Reform die Modelle T7 X, T8 X und T8 X Pro auf den Markt. Aktuell (Stand September 2023) produziert Reform die Modelle T6, T7, T7 X, T8 X, T8 X Pro, T10 X und T10 X HybridShift und stattet diese mit Dieselmotoren von VM Motori mit einer Leistung von 55 kW (74,8 PS) bzw. 80 kW (109 PS) aus.
Die nachfolgende Liste beinhaltet alle seit 1967 gebauten Muli-Modelle mit Motorisierung und Bauzeit:
| Modell                          | Motorleistung | Motorhersteller | Bauzeit   |
| ------------------------------- | ------------- | --------------- | --------- |
| 25                              | 25 PS         | Deutz           | 1967–1970 |
| 40                              | 40 PS         | Perkins         | 1970–1973 |
| 140                             | 40 PS         | Perkins         | 1970–1973 |
| 45                              | 46 PS         | Perkins         | 1973–1978 |
| 145                             | 46 PS         | Perkins         | 1973–1978 |
| 33                              | 33 PS         | Lombardini      | 1978–1979 |
| 50                              | 46 PS         | Perkins         | 1978–1984 |
| 150                             | 46,2 PS       | Perkins         | 1978–1984 |
| 33                              | 33 PS         | Deutz           | 1979–1982 |
| 30                              | 30,5 PS       | Kubota          | 1982–1993 |
| 400                             | 38 PS         | Kubota          | 1983–1993 |
| 600                             | 56,5 PS       | Perkins         | 1983–1993 |
| 500                             | 48 PS         | Perkins         | 1984–1993 |
| 401                             | 38 PS         | Kubota          | 1986–1992 |
| 660 G 660 G SL 660/660 SL 660 K | 58 PS         | Kubota          | 1991–1999 |
| 770 G 770 G SL 770/770 SL       | 72 PS         | Peugeot         | 1991–1999 |
| 550 550 SL                      | 46 PS         | Kubota          | 1992–1998 |
| 560 G 560 G SL 560 K            | 58 PS         | Kubota          | 1992–1998 |
| 440 440 L                       | 39 PS         | Kubota          | 1993–2002 |
| 860                             | 57,5 PS       | Kubota          | 1995–1997 |
| 565 G 565 G SL 565/565 SL       | 63 PS         | Perkins         | 1997–2003 |
| 865                             | 63 PS         | Perkins         | 1997–2003 |
| 555 555 SL                      | 57 PS         | Perkins         | 1999–2003 |
| 575 G 575 G SL                  | 74 PS         | Perkins         | 1999–2002 |
| 875                             | 74 PS         | Perkins         | 1999–2002 |
| 880                             | 80 PS         | VM              | 1999–2003 |
| 455 455 SL                      | 57 PS         | Perkins         | 2000–2003 |
| 575 S                           | 80 PS         | VM              | 2002–2005 |
| 875 S                           | 80 PS         | VM              | 2002–2005 |
| 880 S                           | 91 PS         | VM              | 2002–2005 |
| 455 S                           | 61 PS         | VM              | 2003–2008 |
| 555 S                           | 68 PS         | VM              | 2003–2009 |
| 565 S                           | 68 PS         | VM              | 2003–2008 |
| 865 S                           | 68 PS         | VM              | 2003–2005 |
| T8                              | 80 PS         | VM              | 2005–2008 |
| T7                              | 81 PS         | VM              | 2007–2014 |
| T5                              | 70 PS         | VM              | 2009–2015 |
| T6                              | 81 PS         | VM              | 2009–2014 |
| T9                              | 98 PS         | VM              | 2010–2012 |
| T7 S                            | 101 PS        | VM              | 2011–2015 |
| T8 S                            | 101 PS        | VM              | 2011–2015 |
| T9 S                            | 98 PS         | VM              | 2011–2014 |
| T10 X                           | 98 PS         | VM              | 2012–2014 |
| T10 X                           | 109 PS        | VM              | 2012–2018 |
| T6                              | 74,8 PS       | VM              | 2014–2019 |
| T7                              | 74,8 PS       | VM              | 2014–2019 |
| T7 S                            | 109 PS        | VM              | 2014–2016 |
| T8 S                            | 109 PS        | VM              | 2014–2016 |
| T7 S                            | 109 PS        | VM              | 2016–2021 |
| T8 S                            | 109 PS        | VM              | 2016–2021 |
| T10 X                           | 109 PS        | VM              | ab 2018   |
| T10 X HybridShift               | 109 PS        | VM              | ab 2018   |
| T6                              | 74,8 PS       | VM              | ab 2019   |
| T7                              | 74,8 PS       | VM              | ab 2019   |
| T7 X                            | 109 PS        | VM              | ab 2021   |
| T8 X                            | 109 PS        | VM              | ab 2021   |
| T8 X pro                        | 109 PS        | VM              | ab 2021   |